# Ernest Granger
Pour les articles homonymes, voir Granger.
Ernest-Henri Granger, dit Ernest Granger (ou Emile), né le 20 avril 1844 à Mortagne-au-Perche (Orne) et mort le 21 mai 1914 à Macé (Orne), est un journaliste, leader blanquiste sous le Second Empire avec Louis-Auguste Blanqui, Émile Eudes et Gustave Tridon puis membre de la Commune de Paris. Sous Troisième République, il fonde avec Édouard Vaillant le Comité révolutionnaire central (CRC) avant de scissionner en 1889, avec Ernest Roche, en créant le Comité central socialiste révolutionnaire (CCSR) afin de soutenir le Boulangisme.

## Biographie

### Sous le Second Empire
Né en 1844, Ernest Granger fait d'abord ses études au lycée de Versailles avant de déménager à Paris pour suivre les cours de l'Ecole de droit. Durant ses études, il prend contacte avec les étudiants opposants au Second Empire et est exclu en 1865 de la Faculté, comme ses camarades Albert Regnard et Germain Casse en médecine, pour avoir participé avec eux au Congrès des étudiants de Liège (1er novembre 1865), réunion durant laquelle le pape fut critiqué et où on a promu la nécessité de l'athéisme comme seul moteur du progrès social. Par la suite, il est condamné, en 1866, à quatre mois de prison, puis rentre en contact avec Auguste Blanqui, Gustave Tridon et Émile Eudes. En 1870, fidèle de Blanqui, il vend une propriété dans l'Orne pour acheter des pistolets et des poignards pour l'attaque de la caserne de pompiers de la Villette le 14 août 1870 avec Émile Eudes et d'autres blanquistes pour voler des armes à feu mais l'assaut échoue.

### La Commune de Paris
Pendant le siège de Paris par les Prussiens, Granger participe à des manifestations contre le gouvernement de la Défense nationale notamment celle du 31 août, puis, pendant la Commune de Paris, devient commandant du bataillon de Belleville et est missionné en province pour trouver le lieu de détention de Blanqui. Après la Semaine sanglante, il se réfugie à Londres, puis après l'amnistie de 1880, revient à Paris.

### Le CRC et le Boulangisme
Une fois rentré en France, il finance l'impression de nombre de livres écrits par Blanqui et participe même à la rédaction de "Critique sociale". Au décès de Blanqui, il fait édifier à ses frais un gisant en bronze réalisé par Jules Dalou, on y voit un Blanqui torturé, véritable martyr de sa cause. Comme certains de ses frères d'armes, il bascule idéologiquement et devient député boulangiste. Il est le cofondateur, avec Édouard Vaillant, du Comité révolutionnaire central (CRC), et le rédacteur en chef du Cri du peuple après la mort de Emile Eudes en 1888.

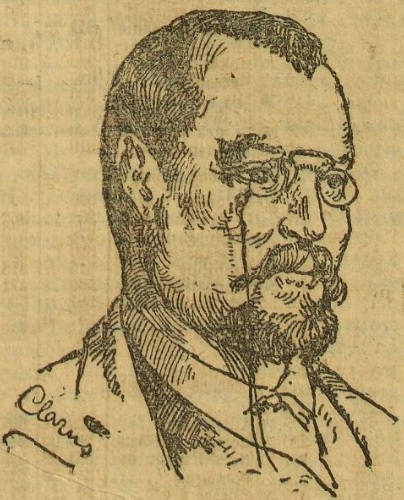
Ernest Granger en 1886.

En 1889, il quitte le CRC pour fonder le Comité central socialiste révolutionnaire avec Ernest Roche et est élu député boulangiste de la Seine (1889-1893). À partir de 1890 et les révélations des "Coulisses du boulangisme" de Gabriel Terrail, Granger est totalement discrédité face à l'alliance boulangiste et monarchiste. De plus, Vaillant réécrit ses choix passés en faisant de lui quelqu'un qui se méfiait dès le départ de Boulanger et c'est après avoir compris sa véritable intension qu'il a voulu s'en éloigner. Cette réinterprétation renforce l'idée que les membres du CCSR ont été aveuglés par le général. Jusqu'en 1893, il est isolé à la Chambre, totalement impuissant, il ne peut presque rien y faire. Il se radicalise contre le suffrage suffrage universel. C'est à cette époque que il se retire sur ses terres normandes à Macé dans l'Orne, quittant le CCSR et la politique nationale. Il se consacre à la rédaction de livres sur l'agriculture, il est même responsable du comité d’arrondissement. il meurt à la "Métairie" le 21 mai 1914. Son tombeau est visible au cimetière de Macé.
Il est exécuteur testamentaire d'Auguste Blanqui, les héritiers de Granger sont dépositaires de l'original du tableau dit "de Blanqui jeune", peint par son épouse Suzamel (le tableau exposé au musée Carnavalet est une copie.)

## Sources
1. ↑  Gustave Vapereau, Dictionnaire universel des contemporains : contenant toutes les personnes notables de la France et des pays étrangers... : ouvrage rédigé et tenu à jour, avec le concours d'écrivains et de savants de tous les pays (Sixième éd. entièrement refondue et considérablement augmentée), Paris, L. Hachette, 1893 (lire en ligne), page 709
2. ↑  Bertrand Joly, Aux origines du populisme : histoire du boulangisme, Paris, CNRS Éditions, 2022, 600 p. (ISBN 978-2-271-13972-6), p. 685-689
3. ↑  Bertrand Joly, Aux origines du populisme : histoire du boulangisme, Paris, CNRS Éditions, 2022, 600 p. (ISBN 978-2-271-13972-6), p. 717

- « Ernest Granger », dans le Dictionnaire des parlementaires français (1889-1940), sous la direction de Jean Jolly, PUF, 1960 [détail de l’édition]
- Dictionnaire biographique, mouvement ouvrier, mouvement social : notice biographique.